# Deutzia esquirolii
Deutzia esquirolii är en hortensiaväxtart som först beskrevs av H. Lév., och fick sitt nu gällande namn av Alfred Rehder. Deutzia esquirolii ingår i släktet deutzior, och familjen hortensiaväxter. Inga underarter finns listade i Catalogue of Life.